# Площадь Кола-ди-Риенцо
Площадь Кола-ди-Риенцо (итал. Piazza Cola di Rienzo) — площадь в римском районе Прати. Названа в честь итальянского политического деятеля XIV века Кола ди Риенцо. До площади можно добраться со станции «Лепанто» Линии А Римского метрополитена.
Создание площади, одноимённой улицы и всего района Прати было предусмотрено градостроительным планом 1873 года, реализация которого была завершена при администрации мэра Эрнесто Натана (1907—1914). Осью нового района стала виа Кола ди Риенцо, проходящая от площади Рисорджименто до площади Свободы на берегу Тибра. Площадь Кола ди Риенцо располагается примерно в середине улицы и в центре района Прати. В 1920-е годы первые этажи жилых домов на площади были заняты модными магазинами одежды, изысканными кулинариями и кафе.
Площадь представляет собой типичный пример умбертинского стиля (итал. stile umbertino) конца XIX века. Она решена в виде прямоугольника, вытянутого вдоль виа Кола ди Риенцо и разделённого на две части виа Чичероне и виа Маркантонио Колонна. Большинство окружающих площадь зданий были построены в первой половине XX века, а впоследствии расширялись и достраивались. Из близлежащих строений особенно примечательно бывшее здание спортивного банка «Istituto per il Credito Sportivo» в стиле либерти.